# 天道盟天鳴會
天道盟天鳴會，是臺灣三大犯罪組織之一的天道盟旗下的分會。

## 簡介
天鳴會主要勢力由新北市淡水區、北海岸地區開始發跡，成立時結合了基隆、宜蘭、三重、蘆洲、八里、新莊、五股、泰山、桃園、中壢等各區域地方角頭，並成立各分會，總會設在淡水沙崙。活動範圍在台北都會區，桃園，中壢等遍及整個北部地區。創會者是海巡署退休警官「閻宜星」，閻宜星於2004年2月初經天道盟精神領袖圓董（圓仔花）同意成立天鳴會後，便號召由淡水、三重、蘆洲、八里、基隆、五股、泰山、鶯歌、桃園、中壢等地方角頭串聯組成；直到2005年8月，遂將會長一職交付給顧問「貼路」（原「圓仔花」貼身護衛）代理；同年9月底，再交由原三蘆分會長江海欽「江仔」代理會長職務。第二任會長正式交接後重整內部。
2022年1月25日 警方逮補涉嫌濟公會八里分會長槍擊命案的幕後主使者，天鳴會會長李宗漢及五名幫眾；此案涉及八里台北港等土方砂石的龐大利益糾葛。

## 人物
- 第一任創會會長：閻宜星（董仔）
- 創會副會長：閻宜光（小光）
- 公司顧問：林建緯（貼路）
- 第二任代理會長：江海欽（江仔）
- 現況：
- 第三任會長：李宗漢（宗漢）（法務部矯正署臺北監獄執行中）
- 基隆分會長：宏瑜
- 淡水分會長：何明樺（阿華）
- 新泰分會長：李建賢（肥賢）
- 桃園分會長：趙哲明（文信）
- 三蘆分會長：江海欽（江仔）
- 宜蘭分會長：